# Age Bakker
Age Feite Poppe Bakker (Bolsward, 15 juni 1950) is een Nederlands econoom en bestuurder. Hij was onder meer bewindvoerder bij het Internationaal Monetair Fonds, toezichthouder in het Caribisch deel van het Koninkrijk en staatsraad bij de Raad van State. 

## Leven en werk
Age Bakker groeide op in Bolsward, Andijk, Hoogeveen en Den Haag, waar hij het gymnasium afrondde aan het Christelijk Lyceum Zandvliet. Na een studie economie aan de Vrije Universiteit Amsterdam trad Age Bakker in 1976 in dienst bij De Nederlandsche Bank. Van 1979 tot 1981 was hij assistent van IMF-bewindvoerder Onno Ruding en zijn opvolger Koos Polak in Washington. Na terugkeer bij de Nederlandsche Bank promoveerde hij in 1994 aan de Universiteit van Amsterdam op een proefschrift over de vrijmaking van het kapitaalverkeer in Europa. In 1995 werd hij benoemd tot hoogleraar Financiële Markten en Instellingen in deeltijd aan de Vrije Universiteit. Hij werd in 1994 benoemd bij de Sociaal-Economische Raad, aanvankelijk als plaatsvervanger voor Wim Duisenberg en vanaf 1998 tot 2004 als kroonlid. Bij de Nederlandsche Bank was hij als onderdirecteur van de Monetaire en economische beleidssector nauw betrokken bij de introductie van de euro. Hij schreef daarover het boek Met gelijke Munt . In 2006 was hij lid van de programcommissie van het CDA. In 2007 werd hij door het kabinet benoemd tot bewindvoerder van de door Nederland geleide kiesgroep bij het Internationale Monetaire Fonds in Washington. Tijdens de financiële crisis was hij betrokken bij de totstandkoming van een groot aantal kredietprogramma’s voor de veelal Oost-Europese landen in de Nederlandse kiesgroep, waaronder Oekraïne, Roemenië, Bulgarije en Georgië.
Na zijn terugkeer in Nederland werd hij benoemd tot voorzitter van het College financieel toezicht (Cft) dat toeziet op een duurzame financiële overheidshuishouding in de Caribische landen van het Koninkrijk (2011-2017). In een interview met het Financieele Dagblad zei hij daarover: ‘Ik ben degene die de flessen komt weghalen als het feestje gezellig wordt.’ In zijn afscheidsrede bij de Vrij Universiteit bepleitte hij een herwaardering van de Europese solidariteit in het belang van een sterk eurogebied. In 2016 werd hij benoemd tot staatsraad bij de Afdeling advisering van de Raad van State waar hij betrokken was bij het toezicht op de naleving van de Europese begrotingsregels. Op verzoek van het parlement, een initiatief van kamerlid Pieter Omtzigt, schreef hij met Peter van den Berg een voorlichting van de Raad van State over de toekomst van de Europese Economische en Monetaire Unie.

### Politieke crisis op Curaçao
Op 13 juli 2012 gaf de Rijksministerraad op advies van het College financieel toezicht (Cft) een aanwijzing aan Curaçao om de begroting op orde te brengen. Het leidde tot een ernstige politieke crisis, de val van de regering-Schotte en de vorming van een interim-kabinet onder leiding van Stanley Betrian. Gewezen oud minister-president Gerrit Schotte sprak van een staatsgreep en sloot zich op in het regeringsgebouw in Fort Amsterdam. De aanwijzing werd in maart 2014 opgeheven nadat het Cft had geoordeeld dat Curaçao aan alle onderdelen van de aanwijzing had voldaan.

### Nevenfuncties
Age Bakker was voorzitter van het Interdepartementaal Beleidsonderzoek ODA en OESO/DAC criteria (2012-2013), lid van de Expertgroep over ontwikkelingsfinanciering van de OESO (2013-2014) en lid van het Audit Committee van het Ministerie van Buitenlandse Zaken (2012-2016). Van 2012 tot 2023 was hij voorzitter van de Adviescommissie Borgstelling MKB-kredieten. Hij vervulde bestuursfuncties bij het Pensioenfonds Horeca & Catering (2013-2021), de Nederlandse Waterschapsbank (2012-2020), Pensioenfonds Zorg en Welzijn (2013-2021) en Pensioenfonds Caribisch Nederland (2018-2022). In de culturele sector was hij betrokken bij  de Muziekschool Amsterdam, Bulkboek’s Dag van de Literatuur, Stichting Literaire Activiteiten Amsterdam (SLAA) en het Bijbels Museum.

## Onderscheiding
Bakker ontving in november 2011 uit handen van Eberhard van der Laan, burgemeester van Amsterdam, de benoeming tot Commandeur in de Orde van Oranje-Nassau.

## Familie
Age Bakker is de zoon van oud-vicepremier Joop Bakker. Hij is getrouwd met Klara Staals en heeft een dochter en een zoon.
- Bibsys: 90754704
- Bibliothèque nationale de France: cb13624227k (data)
- CiNii: DA08825974
- Gemeinsame Normdatei: 124850103
- International Standard Name Identifier: 0000 0001 1827 6222
- Library of Congress Control Number: n94068974
- Nationale Bibliotheek van Tsjechië: vse2008438003
- Nationale bibliotheek van Australië: 35375233
- Nationale Bibliotheek van Israël: 987007455958705171
- Nederlandse Thesaurus van Auteursnamen: 068671679
- Réseau des bibliothèques de Suisse occidentale: 02-A002962257
- Système universitaire de documentation: 08053662X
- Trove: 930573
- Virtual International Authority File: 72337400